# 9C busz (Salgótarján)
A salgótarjáni 9C jelzésű autóbusz a legutóbbi változata alapján az Ipari park és a Helyi autóbusz-állomás között közlekedett, az Eperjes-telep irányába.

## Története
A 9C busz eredetileg az Északi forduló (1988-ig Helyi járati autóbusz-állomás) és az Ipartelep, Közútkezelő (korábban: Ipartelep, EKÉV telep) között közlekedett, 1997-ig.
2013. október 3-tól 2014. április 26-ig a Tesco áruháznál lévő patakhíd állagromlása miatt 10 tonnás súlykorlátozást vezettek, be ami miatt a buszok nem közlekedhettek rajta. a 9-es és a 19-es busz ezalatt a Csokonai úton, a 13-as busz 13C jelzéssel az Eperjes telep felé közlekedett, a 36-os helyett pedig a 36C jelzésű betétjárat járt. Ezek mellett járt még 11C jelzéssel egy járat amely a Somoskőújfaluról induló 13:05-ös 11-es és a Helyi autóbusz-állomásról induló 13:35-ös 9-es visszafele pedig az Ipari parktól induló 14:05-ös 9-es és a Helyi autóbusz-állomásról induló 14:20-as 11-es összevonásával járt a Somoskőújfalu, országhatár – Eperjes telep – Ipari park útvonalon. A 9C jelzésű busz pedig 22:19-kor indult a hasonló időpontban induló 9-es busz helyett. A 9C a 11C-vel együtt híd helyreállítását követően nem közlekedett tovább.

## Útvonala
A táblázatban 2013. október 3-tól 2014. április 26-ig közlekedő változatának útvonala látható
| Helyi autóbusz-állomás felé:                                                                                                   |
| --- |
| Ipari Park forduló – Patak út – Park út – Budapesti út – Bajcsy-Zsilinszky út – Bem utca – Rákóczi út – Helyi autóbusz-állomás |

## Közlekedés
A 2013. október 3-tól 2014. április 26-ig közlekedő változata munkanapokon 22:19-kor indult az Ipari parktól.